# Westland Wessex
Уэстленд «Уэссекс» (англ. Westland Wessex) — многоцелевой британский вертолёт. Предназначен для обеспечения выполнения задач морской пехоты, поисково-спасательных работ и перевозки грузов.
Вертолёт «Уэссекс» HSS-1, построенный в США на базе вертолёта S-58, совершил первый полёт 17 мая 1957 года. Первый полёт изготовленного в Великобритании вертолёта «Уэссекс» HAS.1 № XL727 состоялся 20 июня 1958 года. В апреле 1960 года он начал выпускаться серийно.
Один экземпляр вертолёта S-58 компания «Уэстленд» импортировала и модифицировала сначала за счёт установки ТВД мощностью 820 кВт/1100 л.с, а затем на опытных и предсерийных машинах — двигателя мощностью 1081 кВт/1450 л.с. Первый серийный экземпляр поступил на вооружение Королевских ВМС Великобритании 4 июля 1961 г.
Первоначально «Уэссекс» производился для Королевский ВМС, а затем для Королевских ВВС. Также было произведено ограниченное количество вертолетов для гражданских целей и продаж на экспорт. «Уэссекс» использовался как противолодочный и многоцелевой вертолет. Пожалуй, больше всего он известен благодаря использованию в качестве поисково-спасательного вертолета. Этот вертолет поступил на вооружение в 1961 году, и его срок службы превысил 40 лет, прежде чем он был выведен из эксплуатации в Великобритании.

## Проектирование и разработка

### История разработки
В 1956 году построенный в Америке S-58 был отправлен в Великобританию для компании Westland Aircraft для использования в качестве образца вертолета. Первоначально собранный с установленным поршневым двигателем Wright Cyclone, он был продемонстрирован британским вооруженным силам, что привело к предварительному заказу для Королевского флота. Для британского производства вертолет был модернизирован с использованием одного турбовального двигателя Napier Gazelle. С этим двигателем вертолет впервые поднялся в воздух 17 мая 1957 года. В дальнейшем на вертолет был установлен более легкий (на 270 кг) двигатель Gazelle, что потребовало некоторой перекомпоновки агрегатов. Можно было предположить, что эта трансформация сделаем вертолет менее тяговооруженным, но природа турбовального двигателя такова, что он подошел почти идеально. Небольшая потеря мощности была компенсирована большей надежностью, снижением вибрации и веса, более простым обслуживанием и снижением удельного расхода топлива. Первый серийный «Уэссекс» (с бортовым номером XL72), построенный фирмой «Уэстленд» и получивший обозначение Wessex HAS.1, совершил первый полет 20 июня 1958 года.
Первые серийные Wessex HAS1 были поставлены Воздушным силам флота Великобритании в начале 1960 года. «Уэссекс» стал первым вертолетом Воздушных сил флота, который был специально разработан как противолодочный вертолет.
К особенностям конструкции следует отнести и размещение двигательной установки. Низкое расположение и наличие крупногабаритных съемных люков для доступа значительно упрощает обслуживание силового агрегата. Вал привода главного редуктора проходит в специальном коробе между креслами пилотов под углом 39 градусов к горизонтали. Оптимально был решен и вопрос размещения экипажа: два пилота находятся в кабине в носовой части фюзеляжа перед главным редуктором, оператор и офицер противолодочного вооружения в кабине под ним. В транспортном варианте в этой кабине можно разместить 16 пассажиров, или 7-8 вооруженных солдат, или груз. Предусмотрена возможность транспортировки груза и на внешней подвеске.
В эксплуатации «Уэссекс» оказался значительно удачнее по сравнению со старыми вертолетами Westland Whirlwind, находившемся в то время в составе авиации ВМС. Решение Westland установить современную газотурбинную силовую установку дало «Уэссексу» большую грузоподъемность. Вертолет стал менее шумным и создавал в полете меньшую вибрацию, причем последнее качество было очень полезно при оказании помощи раненым во время полета. Также двигатель Gazelle обеспечивал вертолету более быстрый запуск, и, соответственно, более быстрое время отклика. «Уэссекс» также мог действовать в широком диапазоне погодных условий, в том числе ночью, отчасти благодаря использованию автопилота. Те же качества, которые сделали «Уэссекс» хорошо подходящим для противолодочной роли, также пригодились для поисково-спасательных операций, для которых этот тип стал широко использоваться.

### Дальнейшее развитие

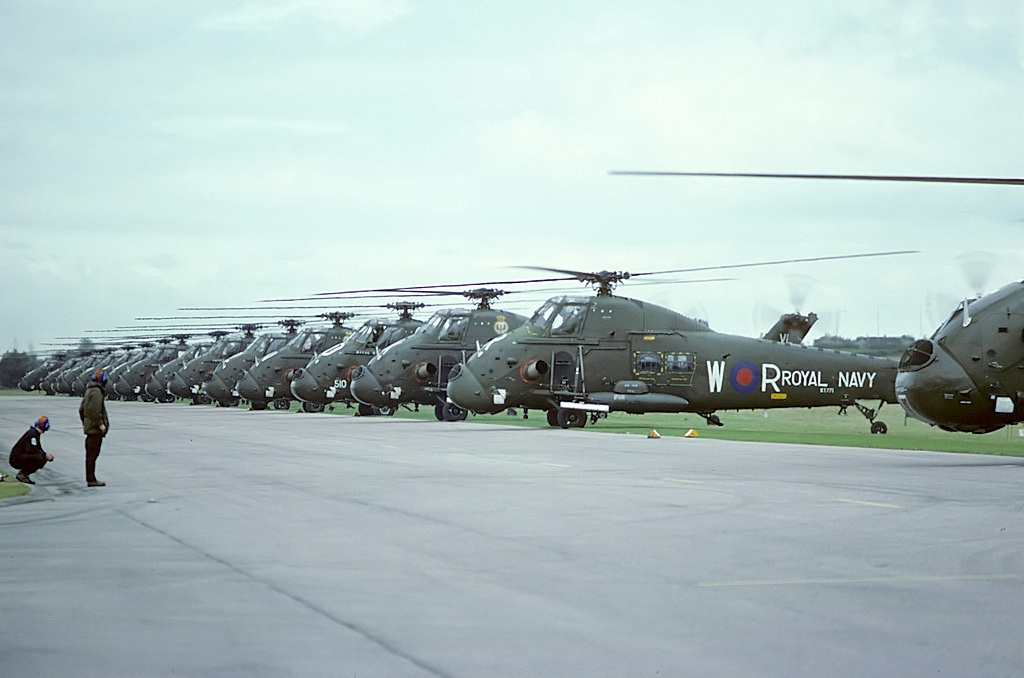
Вертолеты Westland Wessex HU5 на береговой базе Королевских ВМС Султан, Госпорт, графство Гэмпшир в 1978 году

В середине 60-х годов на смену версии HAS.1 пришел усовершенствованный вариант Wessex HAS.3 как специализированный противолодочный вертолет. У него был более мощный радар и усовершенствованная авионика, увеличенная мощность двигателя. Усовершенствования также затронули системы вооружения вертолета. После этого все оставшиеся в строю HAS.1 были перенацелены на выполнение поисково-спасательных операций в интересах флота. Штурмовой вариант для морской пехоты Wessex HU.5   разрабатывался как боевой транспортный вертолет. Он был развернут на легких авианосцах типа «Центавр» и использовался для перевозки Королевской морской пехоты Великобритании. Wessex HU.5 был оснащен двумя двигателями Rolls-Royce Gnome (1550 л.с. каждый), которые обеспечивали почти вдвое большую мощность, чем исходная модель HAS.1, и значительно увеличивали дальность полета. Это позволило Wessex HU.5 работать в более широком диапазоне условий, как по дальность так и по разнообразию метеорологических условий. В 1970-х годах вертолет версии HU.5 также начал использоваться для поисково-спасательных операций.
Как противолодочный вертолет, «Уэссекс» мог быть либо оснащен погружным гидролокатором для обнаружения и отслеживания подводных лодок, либо вооружен глубинными бомбами или торпедами. Одиночный «Уэссекс» не мог искать и атаковать подводные лодки в пределах одной миссии, поскольку это было за пределами его грузоподъемности. Именно это ограничение вскоре заставило Королевский военно-морской флот искать более мощный вертолет, который мог бы обеспечить такую возможность. В конечном итоге это привело к тому, что в Westland приступили к адаптации и производству еще одного вертолета, разработанного Sikorsky Aircraft - Westland Sea King.
«Уэссекс» также использовался в качестве вертолета общего назначения для Королевских ВВС, для перевозки войск, в роли вертолета санитарной авиации и для наземной поддержки войск. Этот вертолет был первым вертолетом Королевских ВВС, на котором был возможен полет по приборам и, следовательно, существовала возможность проводить ночные операции. В отличие от ВМС, в котором находились в основном ранние одномоторные модели, ВВС Великобритании потребовали, чтобы все вертолеты Westland Wessex были двухмоторными. Это было основным фактором, повлиявшим на решение Королевских ВВС отказаться от принятия на вооружение бывших вертолетов «Уэссекс» Воздушных сил флота Великобритании, поскольку ВМС перешли на более новый Sea King.

## История службы

### Великобритания

#### Обзор

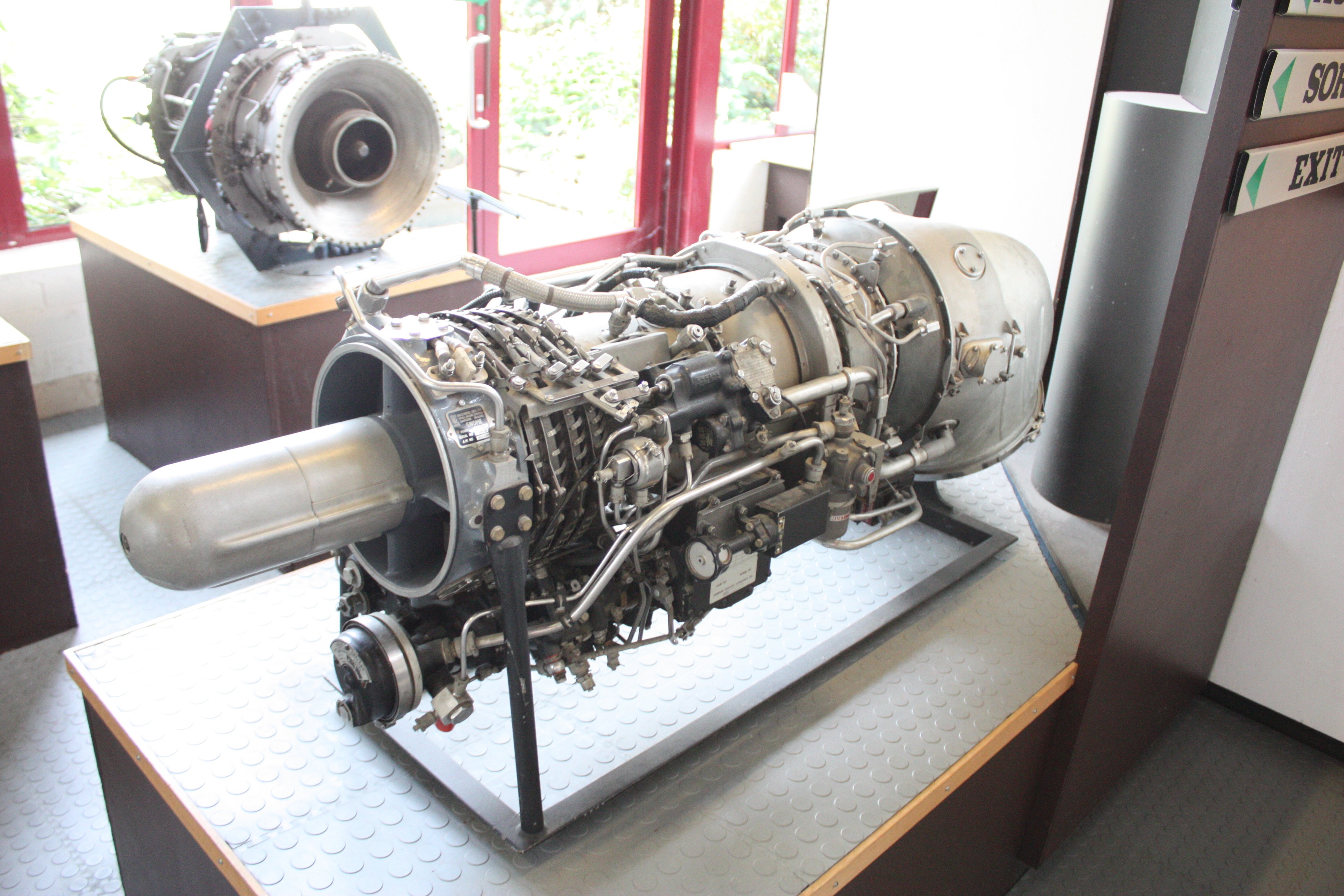
Двигатель Rolls-Royce Gnome, который устанавливался на Westland Wessex. Суммарно два двигателя обеспечивали тягу в 3100 лошадиных сил

Королевским флот ввел в эксплуатацию Wessex HAS.1 в 1961 году. Удовлетворившись благоприятными первоначальными характеристиками вертолета, но, стремясь улучшить его авионику и оборудование, ВМС вскоре начали настаивать на разработке улучшенного варианта HAS.3, поступившего на вооружение в 1967 году. В оперативном отношении более новые модели должны были использоваться для выполнения ключевых задач противолодочной борьбы и транспортировки войск, тогда как более старые и менее функциональные модели должны использоваться с базовых аэродромов для поисково-спасательных задач.
ВВС Великобритании стали оператором «Уэссекса» в 1962 году. Эти вертолеты, используемые для спасательных операций на море или в горах приобрели широкую известность в этом качестве и помогли спасти многие жизни. Несколько таких вертолетов британских ВВС постоянно находились в режиме ожидания для реагирования на чрезвычайную ситуацию, возникшую в пределах 40 миль от британского побережья, в течение 15 минут в дневное время. В ночные часы время реагирования увеличивалось до 60 минут. Вертолеты «Уэссекс», предназначенные для поисково-спасательных операций, также дислоцировались за рубежом, например, на Кипре. Качества этих машин в роли вертолетов ПСО были описаны как «идеальные для полетов в горах».
Во время ведения боевых действий «Уэссекс» часто использовался в качестве транспортного вертолета. Помимо доставки припасов, вооружения и оборудования, «Уэссекс» мог также перевозить небольшие группы военнослужащих. В оперативном отношении «Уэссекс» мог поднимать меньше грузов чем вертолет Bristol Belvedere ВВС Великобритании, но был более надежным и требовал меньших затрат на техническое обслуживание. Таким образом, когда в конце 1960-х годов «Бельведер» был выведен из эксплуатации, эскадрильям с «Уэссексами» на вооружении часто поручали выполнять свои прежние обязанности по поддержке британской армии на разовой основе. В крупномасштабных штурмовых операциях этот тип вертолета мог сопровождаться самолетами Hawker Siddeley Harrier ВВС Великобритании. Вертолет Westland Sea King HC.4 начал заменять «Уэссекс» в качестве транспортного с конца 1970-х годов, хотя миссии по перевозке войск и различных грузов продолжались и в конце 1990-х годов.
«Уэссекс» в составе различных подразделений  участвовал в миссиях по поддержке операций внутренней безопасности, выполнения транспортных задач и миссий по наблюдению как в Гонконге, так и в Северной Ирландии в течение всего времени службы. В Северной Ирландии использование вертолетов для снабжения войск и сил правопорядка оказалось жизнеспособной альтернативой использованию уязвимых для атак повстанцев автоколонн. Операции против ИРА привели к использованию различной оборонительной тактики и мерам противодействия угрозе, исходящей от стрелкового оружия и переносных зенитно-ракетных комплексов.
Вертолеты Westland Wessex также использовались специальным отрядом ВВС (Air transport of the British royal family and government) для перевозки VIP-персон, включая членов британской королевской семьи. В этой роли вертолеты получили обозначение HCC.4 и по сути были похожи на версию HC.2. Отличия включали в себя модернизированный интерьер, дополнительное навигационное оборудование и расширенные программы технического обслуживания. И принц Филипп и принц Чарльз обучались пилотировать «Уэссекс». Иногда они выступали в качестве членов летного экипажа, а также регулярно были пассажирами на VIP-борте. В 1998 году «Уэссекс» был заменен в этой роли арендованным в частном порядке вертолетом Sikorsky S-76.

#### Операции военного времени

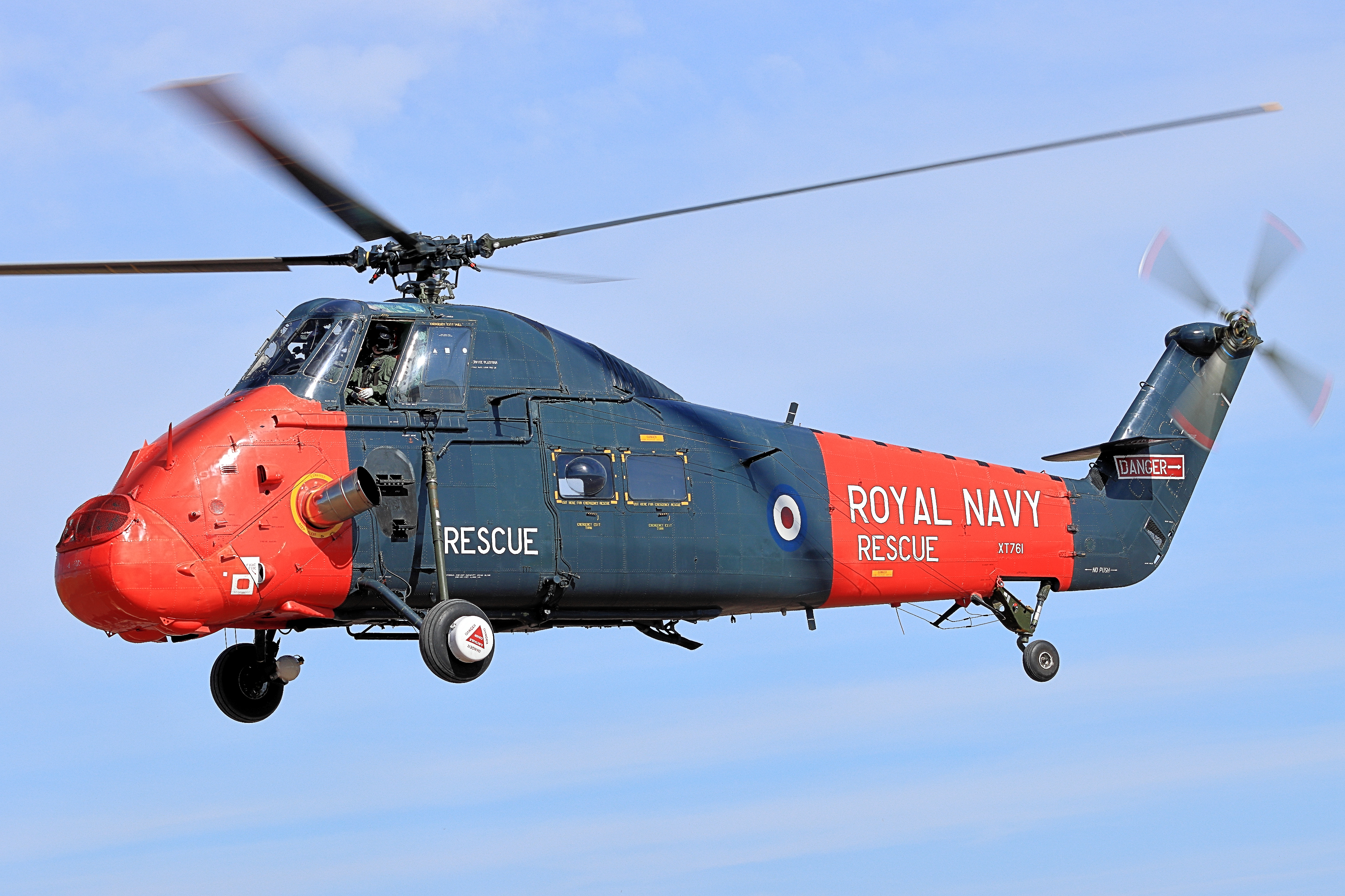
Westland Wessex на международном авиационном показе Royal International Air Tattoo в 2022 году

В 1962 году возник международный кризис между Индонезией с одной стороны и Федерацией Малайзии, Великобританией, Австралией и Новой Зеландией с другой стороны из-за создания государства Малайзия и включения в его состав британских владений на северной части острова Калимантан. К февралю 1964 года большое количество вертолетов ВВС и ВМС Великобритании, в том числе Westland Wessex, действовало с баз в Сараваке и Сабахе, чтобы помочь отрядам армии и морской пехоты, сражающимся с партизанскими силами, проникшими из Индонезии через ее многокилометровую границу с Малайзией. После снятия большей части противолодочного оборудования для облегчения самолета, во время кампании на Борнео «Уэссекс» обычно эксплуатировался как транспортный вертолет, способный переправлять до 16 военнослужащих или грузы массой до 1800 кг непосредственно на линию фронта. Наряду с Westland Scout, «Уэссекс» стал одной из основных рабочих лошадок в этой кампании, примерно половина из этих вертолетов эксплуатировалась непосредственно с наземных баз и регулярно чередовалась с «Уэссексами», размещенными на судах ВМС, стоящих у берега. Благодаря этим операциям Вертолетные силы коммандос получили прозвище «Джунгли».
Около 55 Westland Wessex HU.5 участвовали в Фолклендской войне, сражаясь в Южной Атлантике в 1982 году. 21 мая 1982 года вертолеты «Уэссекс» версии HU.5 845-й эскадрильи поддерживали высадку британцев на Восточном Фолкленде. Этот вертолет активно использовался на протяжении всего конфликта для перевозки и переброски британских коммандос, в том числе бойцов Специальной воздушной службы (SAS) и Специальной лодочной службы (SBS). Всего в ходе этого конфликта было потеряно девять «Уэссексов» (восемь в версии HU.5 и один HAS.3). Два HU.5 из 845-й эскадрильи разбились на леднике Фортуна в Южной Георгии при попытке эвакуировать членов SAS во время снежной бури, шесть из HU.5 Wessex 848-й эскадрильи были потеряны при потоплении контейнеровоза SS Atlantic Conveyor, еще один вертолет в варианте HAS.3, находившийся на борту эсминца HMS Glamorgan (D19) был уничтожен попаданием ракеты Exoset.

#### Гражданское применение
Также была произведена гражданская версия вертолета Wessex 60. Этот вертолет был поставлен ряду гражданских эксплуатантов, в том числе Bristow Helicopters, одному из крупнейших операторов вертолетов в мире. Авиакомпания управляла ими с различных аэродромов и вертолетных площадок Великобритании для поддержки инфраструктуры растущей нефтяной промышленности Северного моря, пока они не были выведены из эксплуатации в 1982 году.

### Австралия
В апреле 1961 года Королевский военно-морской флот Австралии объявил, что он выбрал Westland Wessex в качестве базового многоцелевого вертолета на своих кораблях, и о своем намерении приобрести около 30 вертолетов для противолодочного патрулирования, эвакуации раненых и обеспечения связи сил флота. ВМС официально приняли первые два из 27 вертолетов Wessex в сентябре 1963 года. 817-я эскадрилья была первой, кто начал эксплуатировать этот вертолет. «Уэссексы» и их погружные гидролокаторы быстро оказались самой эффективной противолодочной платформой, когда-либо существовавшей в Австралийском флоте.
«Уэссекс» стал крупным сдвигом для Сил авиации флота Австралии, позволив флоту приступить к переоборудованию легкого авианосца HMAS Melbourne для выполнения противолодочных задач. В типовых авианосных операциях «Уэссекс» должен был использоваться во время исполнения боевых задач самолетами в качестве вертолета охранения. Во время противолодочного патрулирования обычная процедура заключалась в том, чтобы один «Уэссекс» находился в воздухе для активного прикрытия корабля, а второй был полностью вооружен и заправлен топливом в оперативной готовности. Такая схема использовалась во время переброски войск легким авианосцем HMAS Sydney во Вьетнам в 1960-х годах. Еще одной ролью этого вертолета стало выполнение поисково-спасательных вылетов. В 1974 году несколько вертолетов Westland Wessex участвовали в оказании помощи населению в Дарвине после разрушений принесенных циклоном Трейси.
Хотя «Уэссекс» оказался слишком большим, чтобы его можно было эффективно использовать с большинства эсминцев австралийских ВМС, он оказался хорошо подходящим в качестве транспортного вертолета с тяжелых десантных кораблей и более крупных кораблей. К 1980 году «Уэссекс» больше не использовался для противолодочных операций, его заменил в этом качестве более совершенный и современный Westland Sea King. Оставшиеся вертолеты начали использоваться для выполнения второстепенных функций в качестве поисково-спасательных и вертолетов общего назначения. Westland Wessex был окончательно снят с вооружения флота в 1989 году.

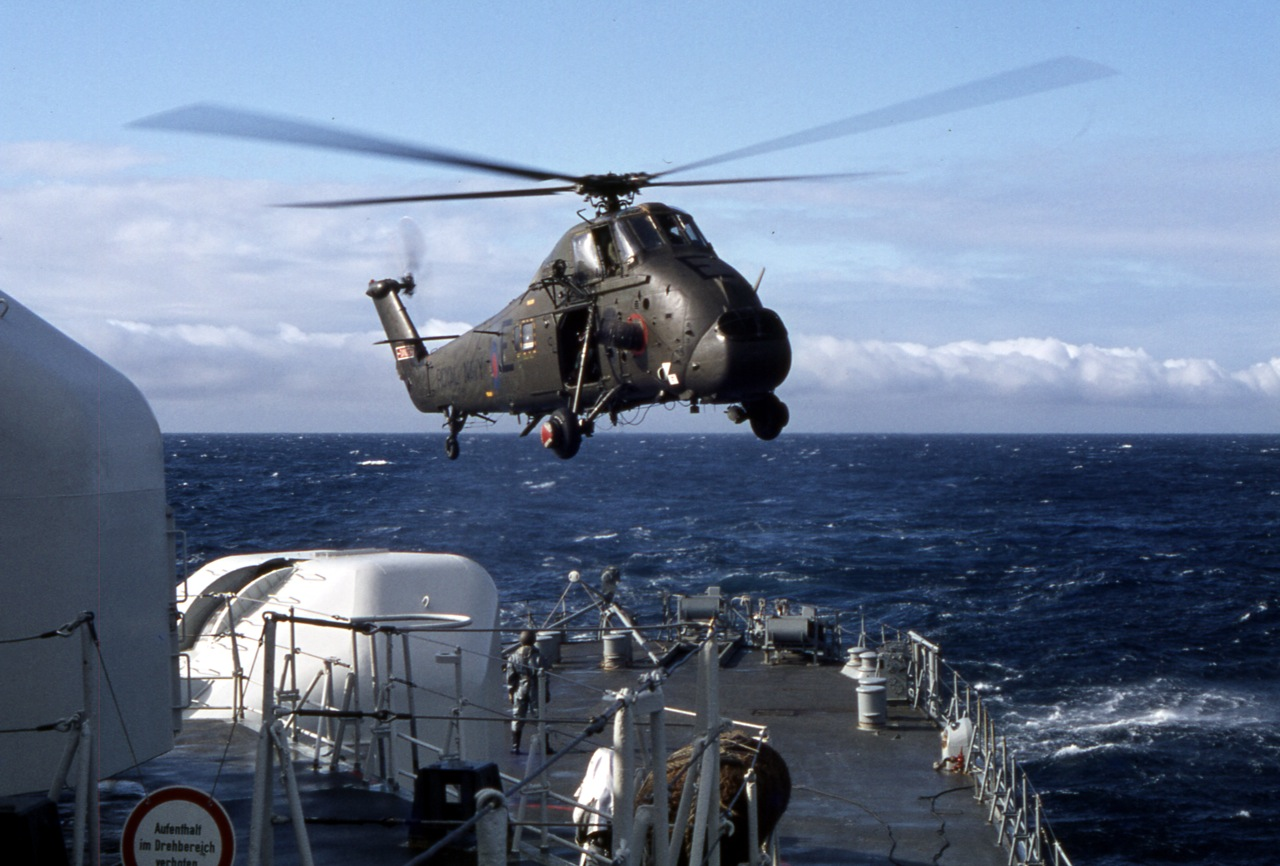
«Уэссекс» Королевского военно-морского флота во время учений в Бискайском заливе в 1980 году

## Варианты
Wessex HAS.1 - вспомогательный вертолет, также использовавшийся для противолодочной борьбы, позже использовавшийся только для спасательных операций на море и горных условиях. Построено 140 экземпляров, некоторые позже преобразованы в версию HAS.3.
Wessex HC.2 - транспортный вертолет, способный перевозить до 16 военнослужащих, один прототип переоборудован из HAS1 и построено всего 73 экземпляра.
Wessex HAR.2 - поисково-спасательный вертолет для ВВС.
Wessex HAS.3 - противолодочный вариант с улучшенной авионикой, 3 вертолета новой постройки и 43 переоборудованы из HAS.1.
Wessex HCC.4 - VIP вариант, предназначенный, в том числе, для перевозки членов Королевской семьи (Air transport of the British royal family and government).
Wessex HU.5 - транспортный вертолет военно-морского флота, способный перевозить до 16 морских пехотинцев. 101 вертолет построен.
Wessex 31A - вертолет противолодочной борьбы Королевского флота Австралии, построено 27 экземпляров. Обновлен до варианта 31B после доставки.
Wessex 31B - обновленный вариант вертолета противолодочной борьбы для ВМС Австралии.
Wessex 52 - военно-транспортная версия HC.2 для ВВС Ирака, построено 12 штук.
Wessex 53 - военно-транспортная версия HC.2 для ВВС Ганы, построено два экземпляра.
Wessex 54 - военно-транспортная версия HC.2 для ВВС Брунея, построено два экземпляра.
Wessex 60 - гражданская версия Wessex HC.2, построено 20 штук.

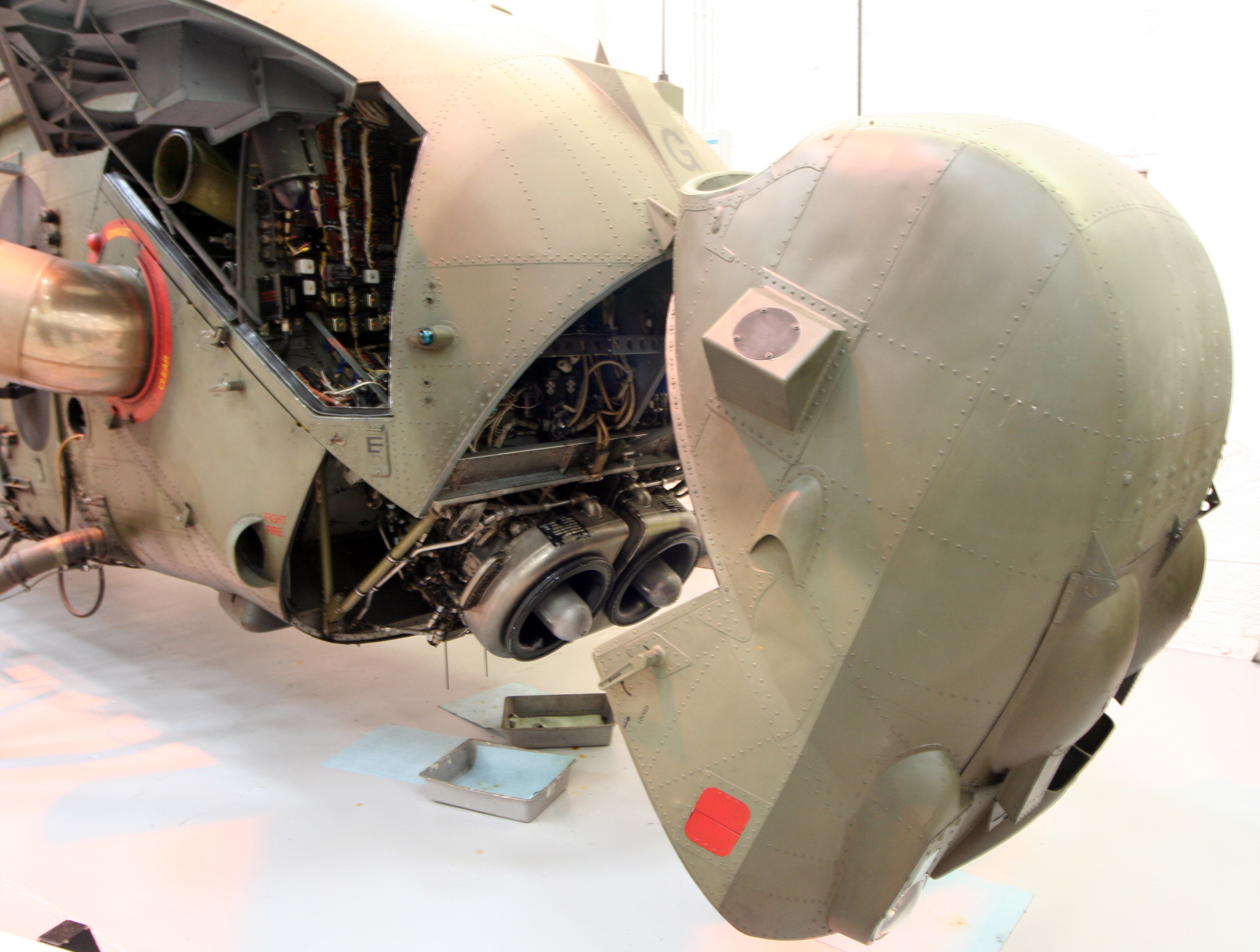
Носовая часть «Уэссекса». Видны двигатели Rolls-Royse Gnome

## Бывшие операторы

### Военные операторы

#### Великобритания
- Королевские ВВС Великобритании
- Королевские ВМС Великобритании
- Королевская школа пилотов-испытателей (Empire Test Pilots' School[англ.])

#### Австралия
- Королевский австралийский военно-морской флот

#### Оман
- Королевские ВВС Омана

#### Бруней
- Королевские ВВС Брунея

#### Ирак
- ВВС Ирака

#### Гана
- ВВС Ганы

#### Уругвай
- ВМС Уругвая
- ВВС Уругвая

### Гражданские операторы

#### Великобритания
- Bristow Helicopters[англ.]

## Инциденты
- Катастрофа борта Bristow Helicopters[англ.] в 1981 году — вертолет Westland Wessex 60 (регистрационный номер G-ASWI) авиакомпании Bristow Helicopters упал недалеко от Бэктона (графство Норфолк). 13 августа 1981 года вертолет потерял мощность редуктора несущего винта, потеряв управление во время последовавшей авторотации. Борт перевозил 11 работников с газового месторождения Леман в Бэктоне. Все люди, находившиеся на борту, погибли.
- Два вертолета Westland Wessex HU 5 из 845-й морской авиационной эскадрильи потерпели крушение на леднике Фортуна в Южной Георгии при попытке эвакуировать членов SAS во время снежной бури 22 апреля 1982 года во время Фолклендской войны[21].
- Катастрофа у озера Лин Падарн (1993 Llyn Padarn helicopter crash[англ.]) - Westland Wessex ВВС Великобритании (регистрационный номер XR524) вылетел  12 августа 1993 года для выполнения обычной поисково-спасательной учебной миссии над Северным Уэльсом. На борту находились три члена экипажа и четыре курсанта авиационного учебного корпуса из Северной Англии. Когда они пролетали над озером Лин Падарн, пилот выполнил запланированную симуляцию отказа автопилота. Однако вертолет столкнулся с настоящей аварийной ситуацией, когда он потерял привод рулевого винта.  Без противодействия крутящему моменту, создаваемому несущим винтом, вертолет стал неуправляемым и начал вращаться, прежде чем удариться о воду. Жертвами крушения стали три человека.

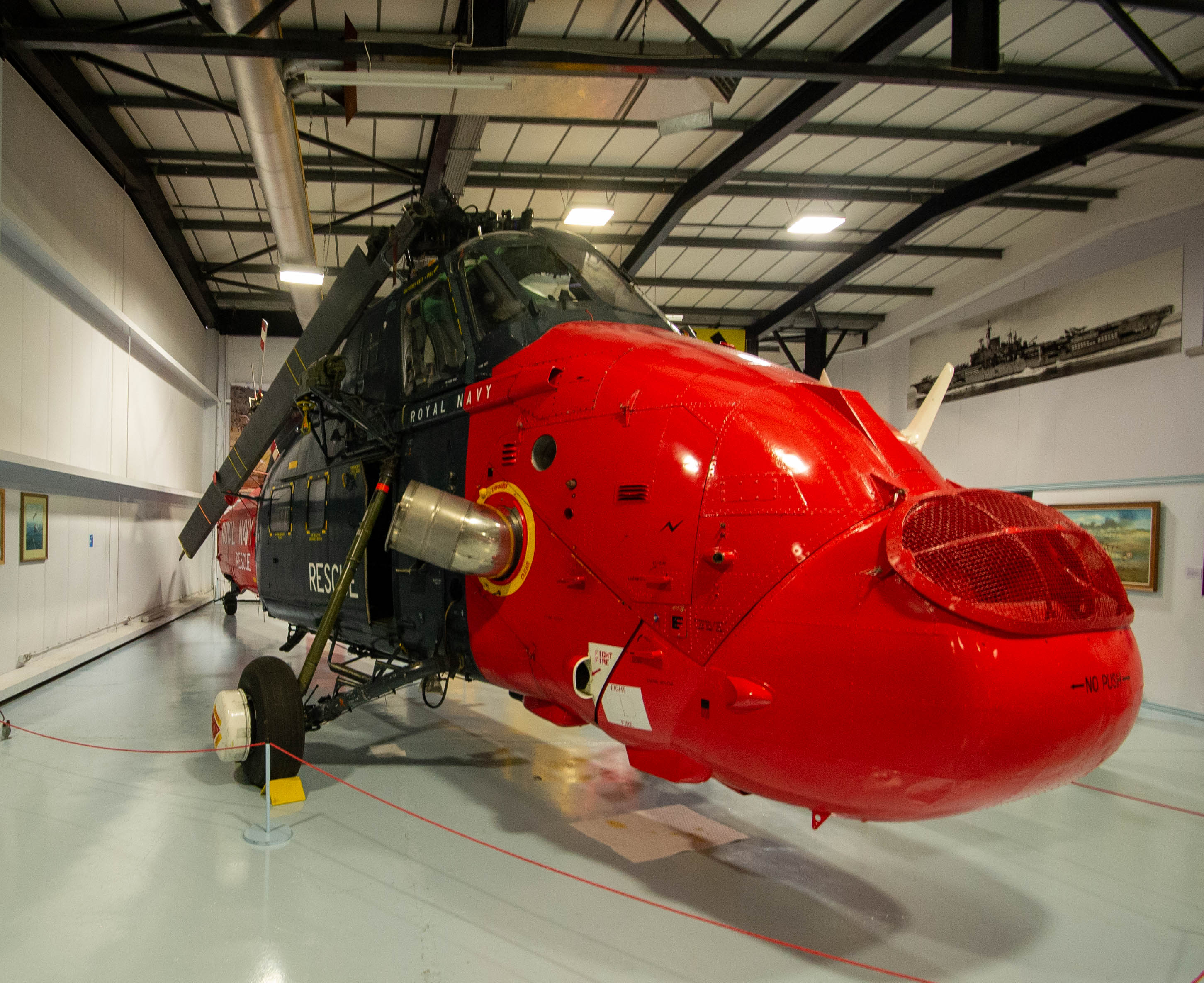
Музейный экспонат

## Тактико-технические характеристики
Информация по изданию - James, Derek N. Westland Aircraft since 1915. London: Putnam, 1991. ISBN 0-85177-847-X.
- Экипаж, чел. 2—3
- Скорость, км/ч:
  - максимальная 212
  - крейсерская 195
- Потолок, м:
  - статический 1800
  - динамический 4300
- Дальность, км:
  - перегоночная 770
  - действия 500
- Масса, кг:
  - максимальная взлётная 6123
  - пустого вертолёта 3767
- Максимальная полезная нагрузка, кг 2268
- Число перевозимых людей, чел.:
  - десантников 16
  - раненых 7
- Габариты вертолёта, м:
  - диаметр несущего винта 17,7
  - длина 14,74
  - высота 4,93
- Двигатель: ТВД Rolls-Royce Gnome 112, л.с. 2 по 1550